# Gabriel Amato
Gabriel Amato (Mar del Plata, 22 ottobre 1970) è un ex calciatore argentino, di ruolo attaccante.

## Carriera
Ha giocato in patria con le maglie di Gimnasia de La Plata, Boca Juniors, Independiente, Huracan e River Plate.
Nel 1996 si è trasferito in Europa giocando in diverse squadre spagnole. Ha militato pure con gli scozzesi dei Rangers Glasgow e per i brasiliani del Gremio Porto Alegre.

## Palmarès

### Trofei internazionali
- Coppa Libertadores: 1

River Plate: 1996
- Copa Master de Supercopa: 1

Boca Juniors: 1992

### Trofei nazionali
- Campionato argentino: 1

River Plate: Apertura 1996
- Campionato scozzese: 1

Rangers: 1998-1999
- Coppa di Scozia: 1

Rangers: 1998-1999
- Coppa di Lega scozzese: 1

Rangers: 1998-1999